# Мило Ракочевић
Мило Ракочевић (Речине, код Колашина, 1910 — Париз, 3. априла 2007) био је ваздухопловни капетан Југословенске војске. Током Другог светског рата је као припадник Југословенске војске у отаџбини, обављао поверљиве обавештајне задатке, по налогу Врховне команде. Године 1942. проглашен је за четничког војводу. После рата био је истакнути политички емигрант и признати економски стручњак.

## Биографија
Родио се у селу Речине на падинама Бјеласице. Завршио је гимназију у Колашину и Војну академију у Београду. Нижу школу Војне академије похађао је у 57. класи (од 1929), а Вишу школу Воне академије у 39. класи (од 1937. године). Тридесетих година био је официр Краљеве гарде у Београду. По завршетку Више школе Војне академије, 1939. године, распоређен је у министарство војске и морнарице. Тада је ваздухопловство тражило официре из других родова и он се пријавио. Крајем 1939. године преведен је из пешадије у ваздухопловство и постављен за командира 6. базне чете на аеродрому у Земуну.
У Други светски рат улази у чину ваздухопловног капетана. После априлског слома враћа се у Београд, где га хапси Гестапо. Ипак, успева да се избави из затвора и склања се у Колашин. Са другим официрима Ракочевић је учествовао у Тринаестојулском устанку против Италијана у Црној Гори. После потписивања примирја био је у штабу генерала Блажа Ђукановића на Цетињу. Такође се налазио на дужности обавештајног официра војводе Илије Трифуновића Бирчанина, команданта четничких јединица у најзападнијим српским крајевима.
По Бирчаниновом налогу, Ракочевић је заједно са мајором Боривојем Радуловићем и капетаном Радованом Иванишевићем, написао елаборат о оснивању Динарске четничке дивизије, од 8. до 12. марта 1942. године. Био је један од 30 четничких војвода, које је, на предлог генерала Драгољуба Михаиловића прогласио војвода Бирчанин.
Пролећа 1942. године Ракочевић је учествовао у борбама против комуниста, које он назива „Други народни устанак у Црној Гори“.
Када је Врховна команда генерала Михаиловића јуна 1942. године дошла у село Горње Липово код Колашина, капетан Ракочевић јој се ставио на располагање. Генерал Михаиловић му даје обавештајни задатак. Поред осталог, Ракочевић је илегално убачен међу Италијане, у процесу, тзв. легализације четника. Међутим, Италијани су га открили и ухапсили. У затвору у Будви налазио се до капитулације Италије. Одмах по изласку из затвора ухапсили су га и комунисти и извели на суд. Сигурне смрти спасило га је немачко бомбардовање; једна бомба погодила је импровизовану судницу на Чеву, а у насталом хаосу Ракочевић успева да побегне. Са својом и још једном породицом, рибарским бродом, побегао је у Италију, у ноћи између 13. и 14. јула 1944. године.
Енглези су га једно време држали у затвору, али после детаљног испитивања пуштен је на слободу. Поново је ухапшен крајем септембра 1944, јер се налазио у групи официра која је одбила да ступи у „Британско ваздухопловство“, знајући да је оно основано ради помоћи комунистима. У затвору остаје кратко, јер прихвата понуду британске војске за службу при њеној команди у Риму. Међутим, 26. априла 1946. године Британци хапсе Ракочевића и трећи пут, без образложења, а вероватно због протеста власти нове Комунистичке Југославије што се бивши четнички официр налази у Британској служби. Премештен је у логор у Оснабрику, али после неколико месеци враћа се у Рим и налази посао код америчке војске.
Године 1947. Ракочевић одлази у Француску. Још у Риму уписао је студије економије. Нашао је посао у Паризу и наставио студије. Докторирао је економске науке на универзитету у Риму 22. јула 1950. године. Радио је у француској аутомобилској индустрији. Пензионисан је 1976. године. Мило Ракочевић је објавио књигу "Из рата у емиграцију" 1993. године у Паризу, у сопственом издању. Преминуо је 2007. године, у Паризу.

## Проглашавање Војвода
Четрдесет дана после смрти Мила Ракочевића 12. маја 2007. године, испуњена је његова последња жеља, да се прогласи 15 четничких војвода. На основу својих сазнања он је прогласио:
Из Србије:
- Мирчета Иванчевић
- Бранислав Јевтић
- Миодраг Миловановић
- Гојко Даничић

Из Црне Горе:
- Милан Добрашиновић
- Андрија Мандић
- Милета Павићевић
- Вуко Влаховић

Из Републике Српске:
- Јован Тинтор
- Драшко Стојисављевић

Из Дијаспоре:
- Чедомир Ашанин
- Божидар Вешовић
- Томислав Томовић

Из Словеније:
- Урош Шуштерич